# Voltinismo

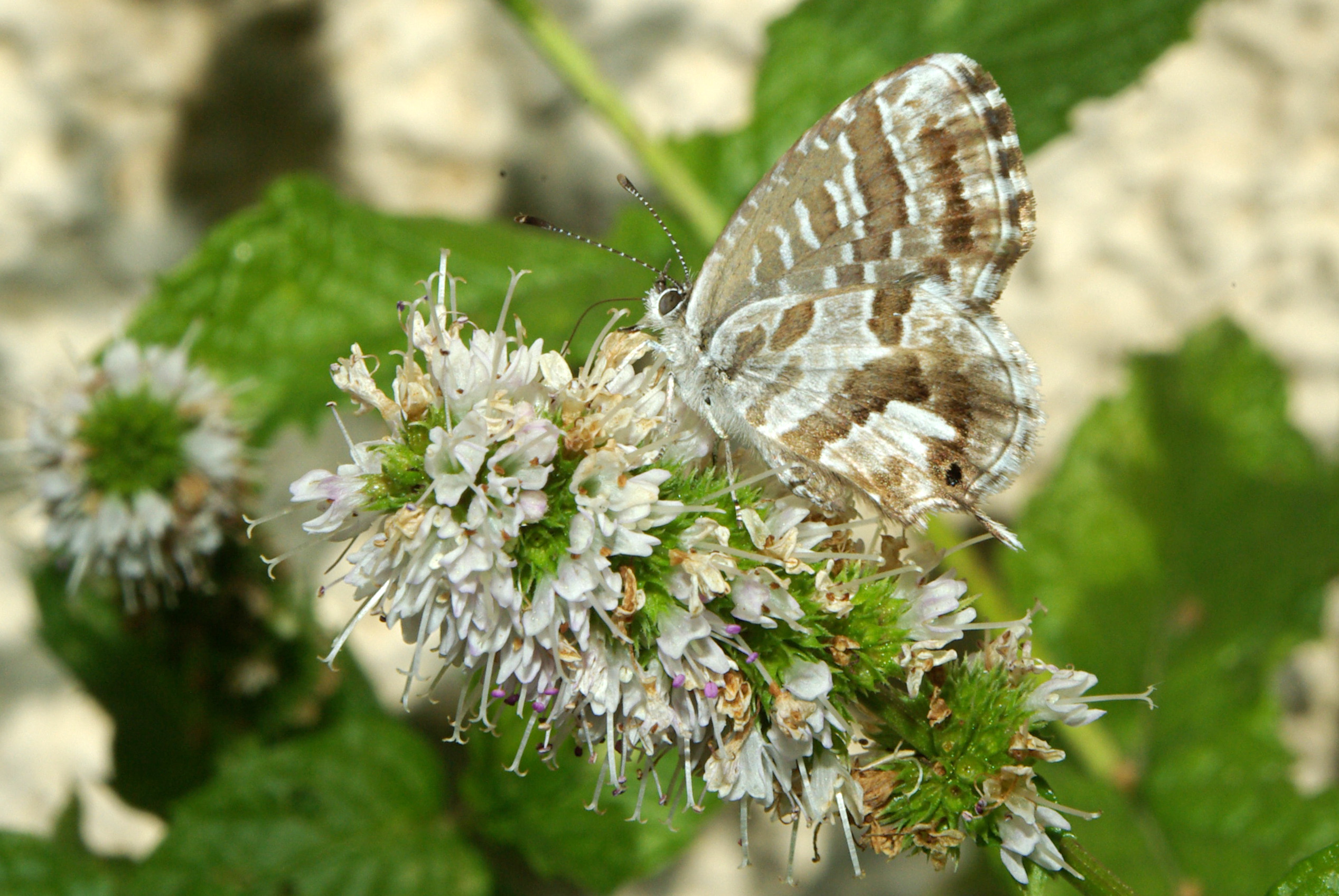
El taladro del geranio es una mariposa polivoltina.

En biología, se entiende por voltinismo el número de generaciones de un organismo que aparecen en un año.
Son especies univoltinas las que completan un único ciclo vital a lo largo del año. Puede ser que el ciclo vital completo no se desarrolle en un año natural, como por ejemplo la mariposa Parnassius apollo, que deposita la puesta durante el verano, a los pocos días nacen las orugas que hibernarán. Al año siguiente completarán su ciclo, alimentándose durante la primavera y realizando la metamorfosis a principio del verano.
Si completan dos ciclos vitales en un año, aparecen dos generaciones cada año, se denominarán bivoltinas, por ejemplo la mariposa Papilio machaon, cuyos adultos depositan los huevos a finales de la primavera y estos completan su maduración para volar en el verano tardío, depositando de nuevo huevos e hibernando en forma de crisálida.
Otras especies pueden tener varias generaciones en un mismo año, entonces se denominan polivoltinas o multivoltinas, como la mariposa Cacyreus marshalli.
Que sean especies uni, bi o polivoltinas puede depender del área de distribución, de las condiciones meteorológicas anuales y, en general, de diversos factores que afectan a la disponibilidad de recursos necesarios para la reproducción. Especies univoltinas en climas fríos pueden ser bivoltinas en climas templados o cálidos.